# 鹿児島県道27号頴娃川辺線
鹿児島県道27号頴娃川辺線（かごしまけんどう27ごう えいかわなべせん）鹿児島県南九州市を通る県道（主要地方道）である。

## 概要
南九州市頴娃町牧之内から同市川辺町両添を結ぶ。
地域高規格道路の南薩縦貫道の知覧道路（南九州川辺IC - 瀬世交差点間）が県道27号の一部として供用している。

### 路線データ
- 起点：鹿児島県南九州市頴娃町牧之内（頴娃町役場前交差点、国道226号交点）
- 終点：鹿児島県南九州市川辺町両添（両添交差点、国道225号交点）
- 陸上距離：25.695 km[1]

## 歴史
- 1993年（平成5年）5月11日 - 建設省から、県道頴娃川辺線が頴娃川辺線として主要地方道に指定される[3]。

## 地理

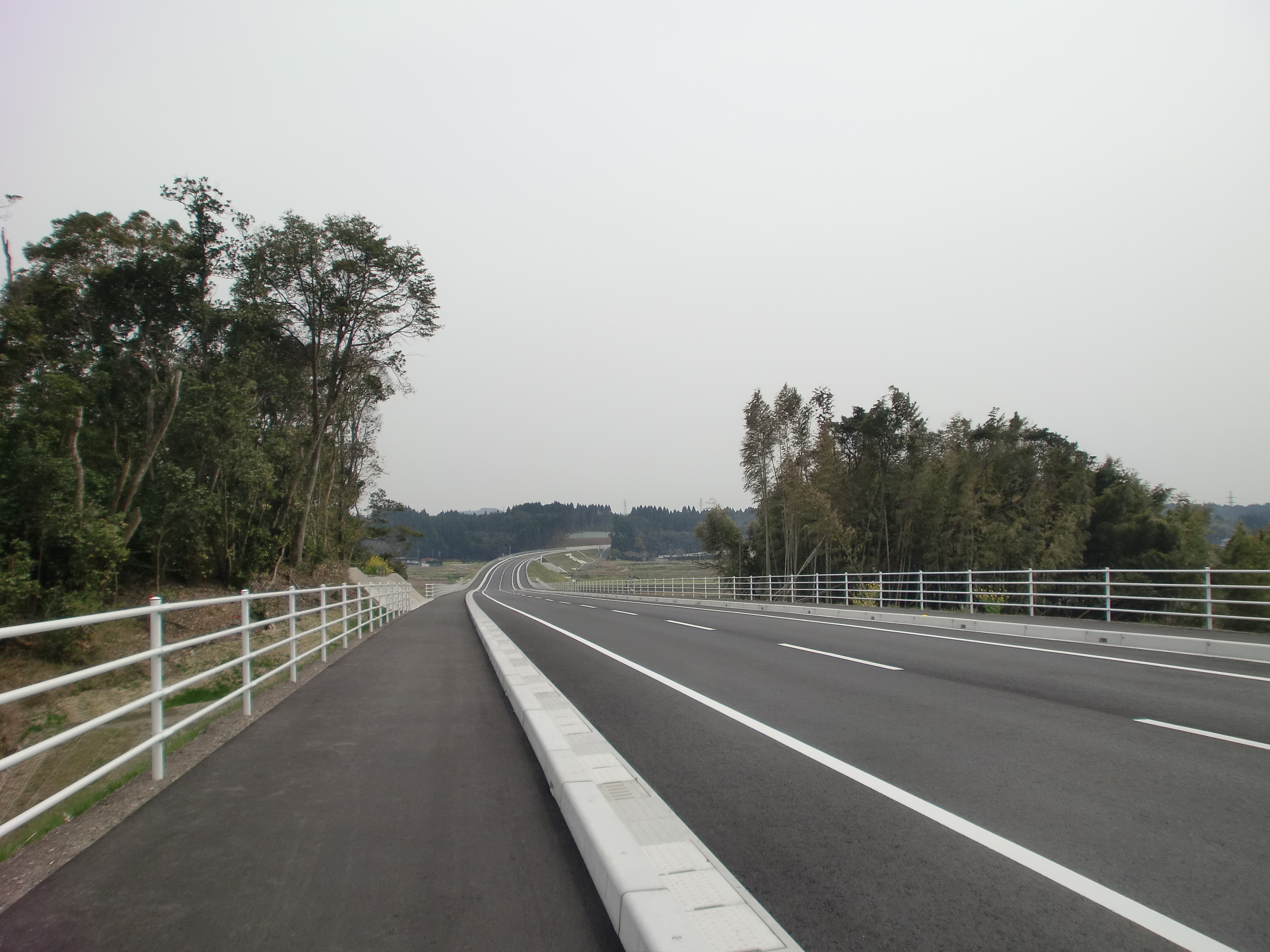
南薩縦貫道瀬世交差点 - 知覧交差点間

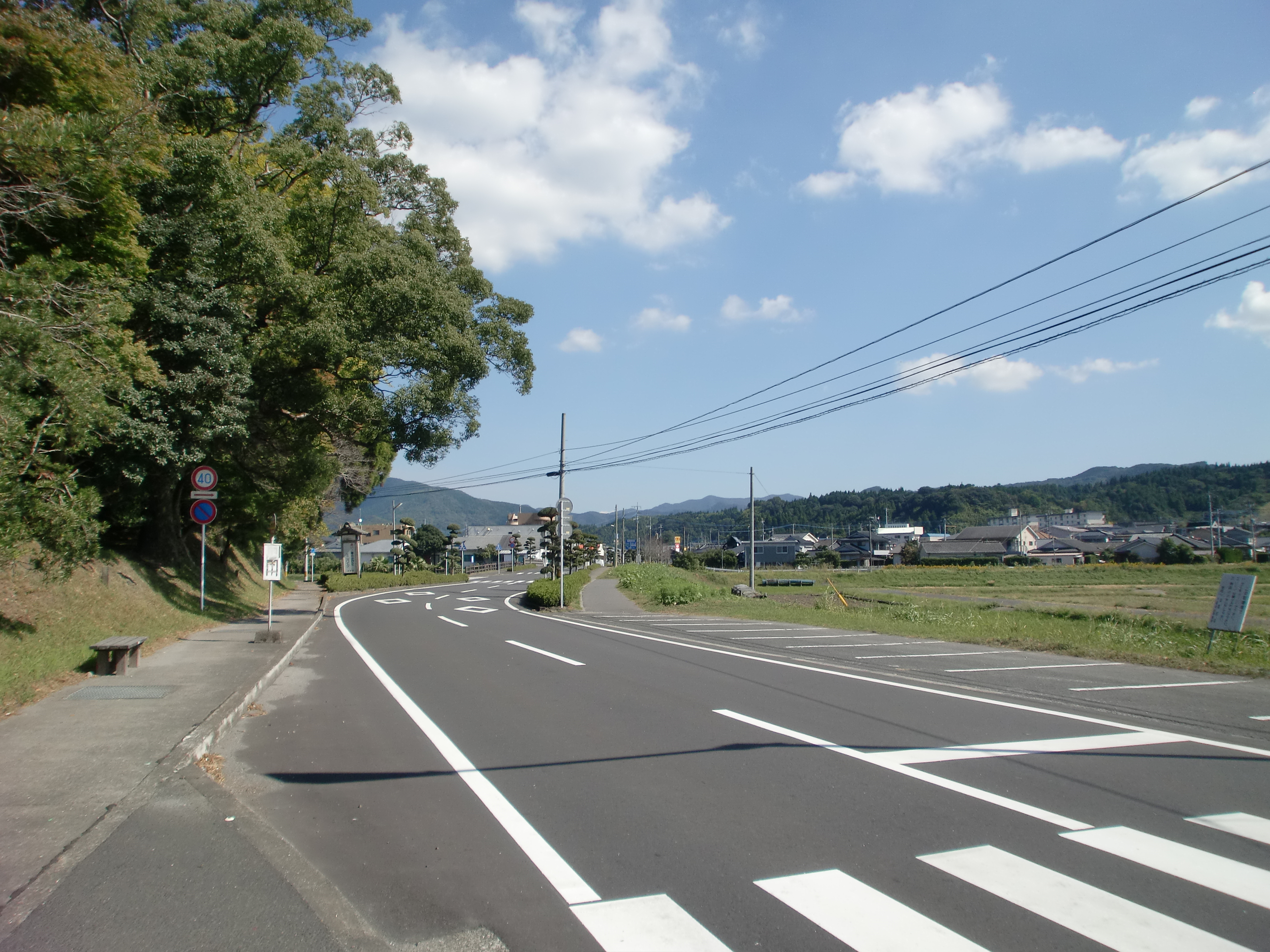
知覧町郡の豊玉姫神社前から頴娃方面を望む

### 通過する自治体
- 南九州市

### 交差する道路
※起点から順に
| 交差する道路                                       | 交差する場所 | 交差する場所              |
| -------------------------------------------------- | ------------ | ------------------------- |
| 国道226号                                          | 頴娃町牧之内 | 頴娃町役場前交差点 / 起点 |
| 鹿児島県道245号飯山喜入線                          | 頴娃町牧之内 |                           |
| 鹿児島県道234号石垣喜入線                          | 頴娃町上別府 | 青戸交差点                |
| 鹿児島県道34号枕崎知覧線 鹿児島県道263号霜出川辺線 | 知覧町西元   | 霜出交差点                |
| 南薩縦貫道 / 知覧道路                              | 知覧町瀬世   | 南九州知覧IC              |
| 鹿児島県道23号谷山知覧線                           | 知覧町郡     |                           |
| 南薩縦貫道 / 知覧道路                              | 知覧町郡     | 知覧金山水車IC            |
| 国道225号                                          | 川辺町両添   | 両添交差点 / 終点         |

### 沿線
公共施設
- 南九州警察署
- 南九州市立知覧平和運動施設
  - 知覧特攻平和会館
  - 知覧ミュージアム
  - 知覧文化会館

学校
- 鹿児島県立頴娃高等学校
- 鹿児島県立薩南工業高校
- 南九州市立知覧中学校
- 南九州市立宮脇小学校
- 南九州市立栗ヶ窪小学校
- 南九州市立青戸小学校
- 南九州市立浮辺小学校